# L'Art et l'Illusion
L'Art et l'Illusion (sous-titré Psychologie de la représentation picturale) est un ouvrage de réflexion théorique, touchant à la philosophie et à la psychologie de l'art, que l'historien d'art britannique Ernst Gombrich a publié en anglais en 1960. Réédité à plusieurs reprises et traduit en plusieurs langues, il explore les questions fondamentales de la représentation : comment reconnaît-on un objet dans une image, comment se fait-il que les représentations varient d'un artiste à l'autre et d'une culture à l'autre, et qu'on puisse examiner dans l'image successivement et pas en même temps le style de l'artiste, l'objet représenté et son sens allégorique ?

## Genèse
Gombrich publie L'Art et l'Illusion trois ans après une série de conférences données à Washington. L’idée issue de l'histoire de l'art « que le style n’est que le reflet de l’expression d’une époque me semblait non seulement de peu d’intérêt mais aussi totalement creuse. Je voulais savoir ce qui se passait vraiment quand quelqu’un dessinait un arbre d’une façon particulière, en utilisant une tradition et un style particuliers ».